# Arqueología del paisaje

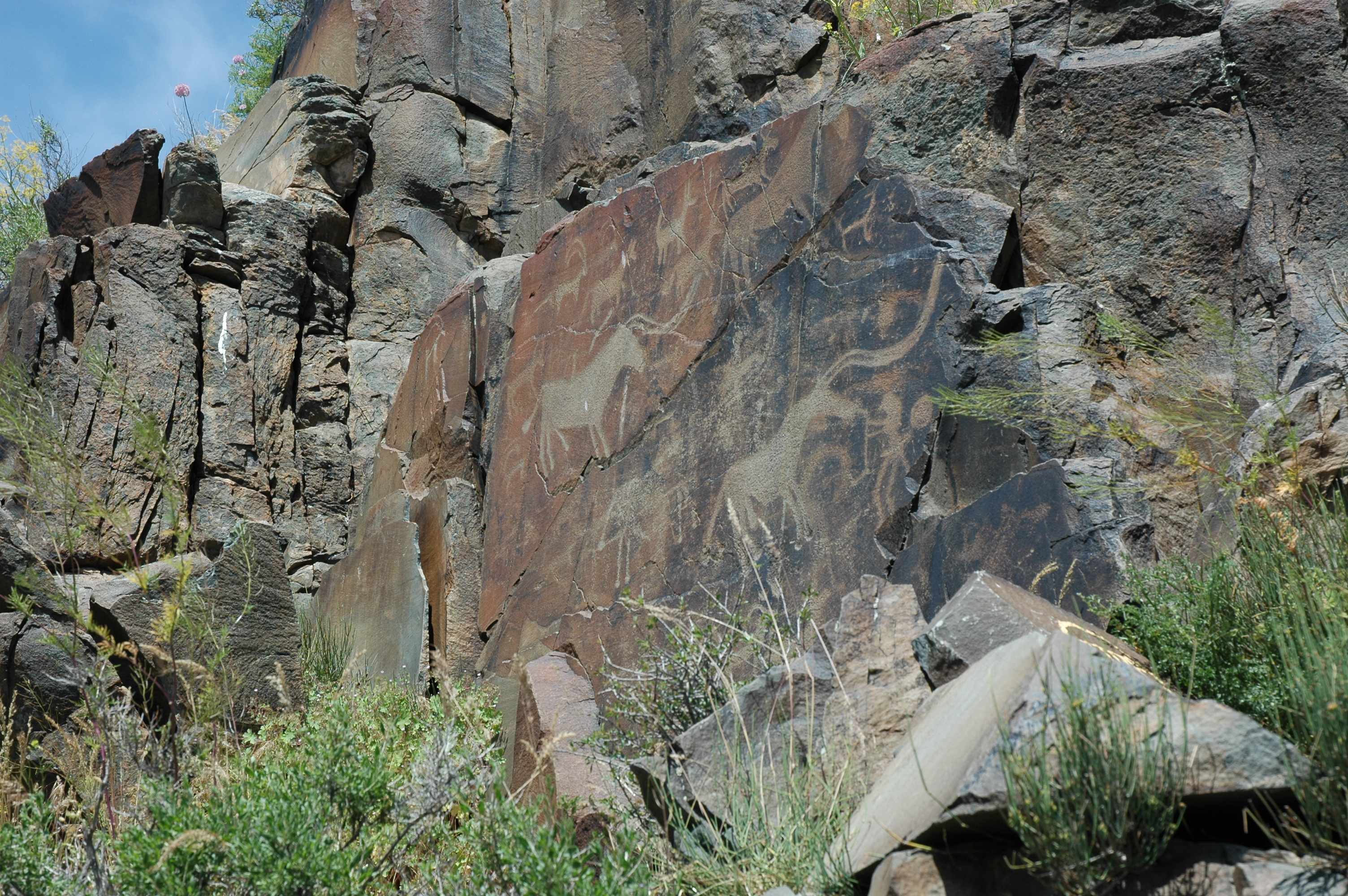
Petroglifos en el paisaje arqueológico de Tamgaly.

La arqueología del paisaje o arqueología espacial es un paradigma arqueológico (esto es, un conjunto de conceptos teóricos, metodologías y procedimientos analíticos) que se centra en analizar, a través de la cultura material, la dimensión espacial de los grupos humanos. Esto es, en explorar cómo los seres humanos se han ido relacionando con el espacio geográfico a lo largo del tiempo, apropiándose de él, transformándolo con su trabajo y dotándolo de diferentes significados culturales. 
La Arqueología del paisaje engloba un conjunto variado de aproximaciones al registro arqueológico, que tienen en común el priorizar la dimensión espacial de la acción humana. El paisaje puede cubrir tres roles en este tipo de trabajos:
- Ser un contexto que permite dotar de más y mejor sentido a los restos materiales (por ejemplo, a través de los análisis de patrones de asentamiento).
- Ser un objetivo del trabajo: reconstruir la apariencia y las formas del paisaje en un momento del pasado (por ejemplo, a través del análisis paleoambiental).
- Ser el objeto esencial del trabajo: considerar que el paisaje actual es en sí mismo una parte del registro arqueológico, la forma más visible de objeto que han producido los grupos humanos del pasado (y los presentes).

## Origen
El origen último de la mayor parte de las propuestas y conceptos que han dado lugar a las diferentes formas de Arqueología del Paisaje está en la geografía. A finales del siglo XIX, geógrafos como Ratzel, Hettner, Slütter o Vidal de la Blache reivindicaron, aunque desde postulados diferentes y hasta opuestos, el papel central de la interacción entre los grupos humanos y sus entornos, dando origen a las primeras escuelas de la Geografía Regional.
Dos desarrollos asentados sobre algunas de estas ideas van a tener, a partir de mediados del siglo XX, incidencia directa en el campo de la antropología primero, y de la arqueología después. Por un lado, la incorporación de las propuestas de Vidal de la Blache al armazón teórico de la escuela francesa de Annales. Por otro lado, el desarrollo de la llamada Geografía Cultural, siendo especialmente destacable la figura de Carl O. Sauer (Escuela de Berkeley) en Estados Unidos.
La primera de esas trayectorias se va a desarrollar principalmente en el ámbito de la Europa mediterránea, especialmente en Francia. Se trata de una arqueología de los paisajes orientada sobre todo al reconocimiento de las formas de los espacios agrarios antiguos y a la reconstrucción de los procesos sociales que propiciaron su formación. Esta tradición arqueológica se basa en el reconocimiento y documentación detalladas de las formas actualmente visibles en el paisaje, dando un amplio peso al uso de fuentes de información como la fotografía aérea (cuyo desarrollo en arqueología se vincula en gran medida con este tipo de aproximaciones). Complementando a menudo esta información con el recurso a fuentes documentales (como catastros históricos), se han desarrollado multitud de trabajos que han permitido reconstruir las formas de los espacios agrarios pasados (sobre todo de épocas históricas, como la romana o la medieval, para las que existe documentación escrita relevante), y los procesos productivos y sociales que dieron lugar a ellos.
Por su parte, sobre los planteamientos de la segunda de las trayectorias, la de la Geografía Cultural, se van a desarrollar las primeras propuestas relativas a la relevancia de la dimensión espacial para la comprensión del registro arqueológico dentro de ámbitos principalmente anglosajones. A partir de mediados de los años 60 del siglo XX, con el desarrollo de la New Archaeology, es cuando realmente empezarán a difundirse con amplitud y éxito las primeras escuelas de la arqueología espacial, muy relacionadas con corrientes como la ecología cultural.
La arqueología procesual de los años 70 puso un gran peso en el desarrollo metodológico. La adopción de metodologías (como el análisis locacional o el site catchment analysis) y técnicas tomadas más o menos directamente de la geografía supuso un notable cambio en la investigación arqueológica. Conceptos como espacio, entorno o medio ambiente se convierten en centrales en arqueología desde este momento, y el uso de técnicas analíticas hoy bien extendidas y conocidas (isócronas, polígonos de Thiessen, análisis del vecino más próximo...) es una característica aportación de este momento. Todos estos desarrollos, auto-definidos como Arqueología Espacial, se orientan al análisis de las relaciones entre los grupos humanos y sus entornos en clave ampliamente adaptativa y económica.
A partir de los 80, y en relación con el desarrollo del conjunto de aproximaciones conocidas como post-procesuales, el concepto de espacio, tal y como venía siendo empleado, es criticado por su carácter determinista, moderno y racional, no necesariamente aplicable a formaciones sociales diferentes del occidente contemporáneo. En su lugar, autores procedentes esencialmente del ámbito británico recuperan el concepto de paisaje, definido no como un entorno exterior y ajeno a los grupos humanos, sino como una construcción social y cultural, como algo que es construido, manejado, apropiado y ordenado material y conceptualmente. En línea con las tendencias que surgieron también en otras disciplinas sociales y humanas, como la geografía, y que pretendían una superación del paradigma neopositivista, sobre las ideas de adaptación o explotación del espacio se incorporan ahora otras como las de percepción o experiencia.